# Рейнольдс-Гайтс (Пенсільванія)
Рейнольдс-Гайтс (англ. Reynolds Heights) — переписна місцевість (CDP) в США, в окрузі Мерсер штату Пенсільванія. Населення — 1974 особи (2020).

## Географія
Рейнольдс-Гайтс розташований за координатами 41°20′35″ пн. ш. 80°24′8″ зх. д. / 41.34306° пн. ш. 80.40222° зх. д. (41.343126, -80.402161).  За даними Бюро перепису населення США в 2010 році переписна місцевість мала площу 7,52 км², з яких 7,50 км² — суходіл та 0,01 км² — водойми.

## Демографія
Згідно з переписом 2010 року, у переписній місцевості мешкала 2061 особа в 845 домогосподарствах у складі 597 родин. Густота населення становила 274 особи/км².  Було 888 помешкань (118/км²).
Расовий склад населення:
| - 96,5 % — білих - 1,3 % — чорних або афроамериканців - 0,1 % — азіатів |

До двох чи більше рас належало 2,1 %. Частка іспаномовних становила 0,7 % від усіх жителів.
За віковим діапазоном населення розподілялося таким чином: 27,7 % — особи молодші 18 років, 58,5 % — особи у віці 18—64 років, 13,8 % — особи у віці 65 років та старші. Медіана віку мешканця становила 37,9 року. На 100 осіб жіночої статі у переписній місцевості припадало 85,5 чоловіків;  на 100 жінок у віці від 18 років та старших — 79,9 чоловіків також старших 18 років.
Середній дохід на одне домашнє господарство  становив 43 387 доларів США (медіана — 37 829), а середній дохід на одну сім'ю — 51 962 долари (медіана — 58 750). За межею бідності перебувало 33,4 % осіб, у тому числі 48,5 % дітей у віці до 18 років та 11,8 % осіб у віці 65 років та старших.
Цивільне працевлаштоване населення становило 893 особи. Основні галузі зайнятості: освіта, охорона здоров'я та соціальна допомога — 27,8 %, виробництво — 18,6 %, роздрібна торгівля — 14,7 %, мистецтво, розваги та відпочинок — 13,1 %.